# Назад в будущее 3
«Наза́д в бу́дущее 3» (англ. Back to the Future. Part III) — американский научно-фантастический вестерн 1990 года режиссёра Роберта Земекиса, снятый по сценарию Земекиса и Боба Гейла. Заключительная часть кинотрилогии «Назад в будущее», в которой главные герои подросток Марти Макфлай и учёный Эмметт Браун — в исполнении Майкла Джей Фокса и Кристофера Ллойда соответственно — оказываются в родном городе Хилл-Вэлли времён Дикого Запада и сталкиваются с бандитом Бьюфордом «Бешеным Псом» Танненом в исполнении Томаса Ф. Уилсона, который грозит смертью героям, застрявшим в 1885 году. В картине также снялись Мэри Стинберджен и Лиа Томпсон.
Съёмки проходили в Калифорнии и Аризоне, а в прокат США картина вышла через полгода после релиза второго фильма — 25 мая 1990 года. «Назад в будущее 3» стал коммерчески успешным, собрав 244,53 млн долларов в международном прокате и став шестым самым кассовым фильмом 1990 года при бюджете 40 млн долларов. Фильм стал одним из первых, в титрах которого использовали обновлённый логотип компании «Universal Pictures» в честь 75-летия студии.

## Сюжет

### 1955 год
Прочитав полученное после исчезновения Дока письмо, Марти прибегает к Доку из 1955 года, который только что отправил другого Марти в 1985 год. Шокированный этой встречей, учёный падает в обморок. Марти везёт его домой, а утром следующего дня объясняет случившееся не верящему в реальность происходящего Доку. Док читает письмо, в котором написано, что теперь нужно делать ему и Марти.
Вместе они отыскивают DeLorean, который, согласно письму, находится в заброшенной шахте, находящейся рядом с кладбищем. К сожалению, из-за удара молнии машина больше не летает, а необходимые технологии появятся только в начале XXI века. Извлекая DeLorean из копей, Марти случайно натыкается на могилу, в которой, если верить надгробию, похоронен Эмметт Браун, убитый 7 сентября 1885 года (всего через 6 дней после того, как написал письмо Марти) из-за 80 долларов неким Бьюфордом Танненом. Ещё один вопрос возникает, когда они замечают памятную надпись от некоей Клары, которая любила Дока.
В местной библиотеке герои выясняют, что в могиле действительно похоронен сам Док, его убийца — Бьюфорд «Бешеный пёс» Таннен — известный разбойник, застреливший, по официальным данным, как минимум 12 человек. Вопреки указаниям из письма, где Док просит юношу возвращаться в 1985 год и уничтожить машину, Марти отправляется спасать своего друга в 1885 год, во 2 сентября — на следующий день после отправки Доком письма. Вместе с Доком из 1955 года они восстанавливают временной контур и ставят новые колёса на DeLorean.
В качестве стартовой площадки они выбирают территорию кинотеатра под открытым небом, где Марти говорит, что даже Клинт Иствуд не надел бы то, во что Док вырядил Марти. Марти удаётся разогнаться до 88 миль/ч и перенестись на 70 лет назад.

### 1885 год
По прибытии в 1885 год Марти сначала вынужден спасаться от индейцев, а затем и от преследующей их кавалерии. Он прячет машину в ближайшей пещере, где обнаруживает, что пробил бензобак машины и потерял все запасы бензина. В этот момент из глубины пещеры выходит медведь и бросается на Марти. Макфлай бросает в зверя ковбойские сапоги (которые хотел надеть после перемещения во времени), чем отвлекает его внимание, а сам убегает, но случайно налетает на деревянную изгородь вокруг какой-то фермы, ударяется о неё головой и теряет сознание. Его находит недавно эмигрировавший из Ирландии фермер Шеймус Макфлай, живущий здесь со своей женой Мэгги и сыном Уильямом. Они подбирают Марти и приносят его к себе в дом. Марти, придя в себя, понимает, что эти люди — его предки. Марти представляется им Клинтом Иствудом. Поужинав и переночевав у хозяев, на следующий день Марти пешком по железнодорожному полотну доходит до города. Он заходит в салун, где, сам того не желая, вступает в перепалку с бандой «Бешеного Пса» Таннена, после чего пытается сбежать, но Бьюфорд ловит его с помощью лассо и собирается повесить на здании ещё только строящейся мэрии.
Но Док появляется как раз вовремя и из винтовки с оптическим прицелом простреливает верёвку, на которой висит его друг. Далее Марти становится свидетелем начала конфликта между Брауном и Танненом. Последний обвиняет Дока в том, что тот плохо подковал его коня, а в результате Бьюфорд пристрелил упавшую лошадь и вдобавок при падении разбил бутылку виски. Общая сумма всех убытков составила 80 долларов (75 за лошадь и 5 за бутылку). Марти понимает, что именно из-за этого Эммета и застрелят через 6 дней. Позже банда Таннена удаляется восвояси, а Док и Марти направляются в кузницу: учёный устроился работать в городе кузнецом.
Марти сообщает Доку о вытекшем бензине; это — основное препятствие для отправки в будущее, так как в XIX веке достать бензин на западе США — задача невыполнимая, а первые заправки появятся в лучшем случае через 15 лет, когда люди только начнут осваивать автомобильный транспорт. Сначала герои пытаются разогнать машину с помощью упряжки лошадей, но выясняется, что самый быстрый скакун в мире мог разогнаться максимум до 40 миль в час (64 км/ч), что недостаточно для перемещения во времени (88 миль в час). Тем же вечером Док пытается завести двигатель, залив в него самый крепкий виски, какой был в местном салуне, но от использования «столь мощного топлива» ломается инжектор машины.
В лихорадочной попытке придумать способ разогнать машину, начиная от спуска машины с крутой горы и заканчивая льдом на озере, Марти и Док «открывают» для себя прибывший на станцию паровоз и узнают у машиниста, что по слухам, паровоз разгонялся до 70 миль в час. Для разгона же до 90 миль нужны особые условия — отсутствие вагонов, прямой участок и предельная температура в котле. Они понимают, что это именно то, что им нужно.
Герои изучают карту железнодорожного сообщения Хилл-Вэлли и видят, что мост через ущелье Шонаш (оно же ущелье Клейтон), который планируется использовать для возвращения в 1985 год, ещё не достроен. Мост действительно оказывается недостроенным, и Марти едва не отказывается от этой идеи, однако Док разубеждает его в этом. Собравшись ехать обратно в город, они слышат крик женщины, которая потеряла контроль над повозкой. Им удаётся спасти её, и они выясняют, что это учительница Клара Клейтон, которую Док должен был встретить на станции.
Довезя её до дома, Док шутливо замечает, что «мисс Клейтон чуть не оказалась на дне ущелья Клейтон». Марти внезапно вспоминает школьную историю про учительницу, упавшую в ущелье как раз в 1885 году. Док с ужасом понимает, что опять изменил ход истории: ущелье должно было быть названо в честь разбившейся учительницы, Клары Клейтон, но этого не произошло.
Позже Док с помощью импровизированной электрической железнодорожной модели показывает Марти, как они вернутся домой:
1. они захватят поезд и подъедут на нём к стрелке, от которой ведёт путь к обрыву и где будет стоять DeLorean;
2. отцепят вагоны от паровоза;
3. переведут стрелку на нужную ветку;
4. начнут разгон.

Теоретически, машина, набрав нужную скорость, попадёт в 1985 год, а паровоз-толкач рухнет вниз с обрыва. Вскоре в кузницу приходит Клара и просит Дока починить её повреждённый телескоп, а также говорит, что сегодня вечером в городе состоится праздник по случаю запуска городских часов. На празднике Док и Марти фотографируются у только что запущенных часов, тем самым слегка изменив будущее (на фотографии, которую Марти видел в библиотеке в 1955 году, виден только Эмметт). Затем Док приглашает Клару на танец.
На этом же празднике Марти проходит возле тира, и хозяин предлагает ему пострелять из револьвера системы Кольта «Миротворец». Он попадает во все жестяные мишени, а после проделывает тот же трюк, что и настоящий Иствуд, к крайнему удивлению владельца аттракциона. Неожиданно на празднике появляется Таннен со своими сообщниками и собирается убить Дока, предварительно потанцевав с Кларой. Она оказывает сопротивление Таннену, и последний решает застрелить Дока из пронесённого в шляпе однозарядного «Дерринджера», но Марти успевает бросить железную тарелку фирмы «Фрисби», которая попадает в пистолет и сбивает прицел в момент выстрела, отчего пуля только сносит шляпу Доку. В ходе словесной перепалки Таннен называет Марти трусом, и последний соглашается на дуэль с «Бешеным Псом» в понедельник, 7 сентября 1885 года, в 8 часов утра.
Сразу после инцидента Марти получает в подарок револьвер «Кольт». Тогда же он узнаёт от Шеймуса, что у того был младший брат Мартин МакФлай, убитый в драке в салуне только по той причине, что того назвали трусом. Марти понимает, что в точности повторяет судьбу своего предка.
На следующий день Марти позирует с револьвером перед зеркалом (сцена сопровождается другой сценой, повторяющей начало первого фильма). Выйдя в город, он с удивлением обнаруживает, что всё внимание горожан сосредоточено только на нём. Возле лавки гробовщика он замечает заготовку камня для могилы Дока, сверяется со снимком и обнаруживает, что на фото надгробия имя его друга исчезло. Док объясняет Марти, что теперь на камне может появиться его, Макфлая, имя, так как после принятия юношей вызова Таннена ход истории вновь изменился. После того, как гробовщик снимает мерки для гроба Марти, они понимают, что на могиле должно появиться имя Марти, так как он будет стреляться с Танненом, и скорее всего, погибнет (по мнению гробовщика, шансы 2 к 1 против Марти). Марти оправдывает это тем, что не может смириться, что его то и дело обзывают трусом, на что Док едва не проговаривается про аварию, которая загубит жизнь Марти.
Вечером того же дня они устанавливают DeLorean на рельсы. Док говорит Марти, что ему не хочется возвращаться домой, поскольку он влюблён в Клару, но друг уговаривает его, сказав, что им обоим не место в XIX веке. Док смиряется с необходимостью покинуть Дикий Запад, а перед отъездом решает попрощаться с Кларой Клейтон. Во время разговора Док рассказывает ей всю правду о себе и перемещениях во времени, но Клара воспринимает его объяснения как обман и отговорку с целью прекратить их отношения, высказывает всё, что думает о Доке, даёт ему пощёчину и захлопывает перед ним дверь. Огорчённый Эмметт приходит в салун и хочет напиться, но другие посетители, узнав, что он из будущего, начинают всячески досаждать ему разговорами на данную тему. В результате наутро Браун выпивает одну рюмку спиртного и уходит в отключку, поскольку абсолютно невосприимчив к алкоголю, что ему уже аукнулось на День независимости.
В понедельник, 7 сентября, Марти приходит в салун, где находит подвыпившего Дока. Ему с барменом удаётся за несколько минут вернуть Брауна в чувство. В это время появляется Таннен и требует, чтобы Марти вышел с ним на поединок в течение 10 секунд. Посетители салуна говорят, что Макфлай обязан сойтись в дуэли с Бьюфордом, иначе каждый на Диком Западе будет говорить, что Клинт Иствуд — трус, однако впервые в жизни Марти не побоялся быть названным трусом и потерять репутацию. Док и Марти решают выбраться через чёрный ход, но их замечает «Бешеный Пёс», в результате Браун попадает в лапы банды Таннена. Бьюфорд требует от Марти немедленно выйти на поединок, угрожая в противном случае убить Дока. Марти заметил что на нагробии на фотографии 1955 года написано имя Клинт Иствуд. Марти видит дверцу от металлической печки и привязывает её себе на грудь в качестве бронежилета, как это делал настоящий Иствуд в кино. Но, выйдя на место дуэли, он бросает револьвер на землю, предложив противнику «сойтись как мужчины». Бьюфорд стреляет в него, и Марти падает на землю. Но когда бандит подходит ближе, юноша вдруг неожиданно оживает и ногой выбивает револьвер из рук Бешеного Пса; тот бьёт Марти кулаком в живот, но сам вскрикивает от боли. После этого Марти сам идёт в бой: он снимает с себя печную дверцу и ударяет ею противника по лицу, дезориентируя его, а затем наносит Таннену по лицу несколько ударов кулаком. От заключительного удара Бьюфорд падает в тележку с навозом компании А. Джонса (как и его потомок в предыдущих фильмах), и всё её содержимое вываливается на него. Затем прибывает помощник маршала Стрикленда, предъявляет Бешеному Псу обвинение в ограблении банка на станции Пайн-Сити и арестовывает его. Сообщники Таннена отпускают Дока и спасаются бегством от полиции.
Надгробная плита во время драки Марти и Бешеного Пса была разбита и на фотографии 1955 года исчезает, а это значит, что жизнь Дока спасена. После всего этого Марти и Док садятся на лошадей и отправляются следом за поездом (перед этим Марти отдаёт свой револьвер Шеймусу, который присутствовал на месте дуэли). Тем временем убитая горем Клара уезжает на поезде в Сан-Франциско, но в пути слышит беседу двух пассажиров о надравшемся в салуне несчастном влюблённом, в котором узнаёт доктора Брауна. Она останавливает поезд и возвращается в город. Она не застаёт Дока в кузнице, но замечает на столе модель машины времени и понимает, что Док говорил ей чистую правду.
А в это время Док и Марти действуют согласно намеченному плану: нагоняют на лошадях поезд, останавливают его у развилки, отцепляют вагоны от паровоза, переводят стрелку и подъезжают к стоящей на путях машине времени, в которую садится Марти. Паровоз трогается. В качестве топлива для разгона Док использует сделанные им в кузнице три цветных химических полена, которые по очереди бросает в паровозную топку, после чего покидает будку машиниста и по боковой площадке идёт к машине, держась за поручень. Скорость нарастает. Клара верхом на лошади нагоняет паровоз, попадает в будку и сигнализирует Брауну гудком, и им с Доком на ходу удаётся объясниться. Док хочет взять Клару с собой, но паровоз начинает стремительно разгоняться, Клара, пытаясь пройти по боковой площадке к Доку, от толчка теряет равновесие и падает, но зацепляется подолом платья за какой-то выступ и оказывается на волоске от гибели. Чтобы помочь Доку спасти её, Марти посылает парящую доску-аэроборд; Док успевает, встав на неё, подхватить в последний момент возлюбленную, после чего улетает на доске обратно в Хилл-Вэлли. Ему приходится навсегда остаться в 1885 году.
Котёл паровоза распирает от запредельных температур и давления, но машина времени, достигнув необходимой скорости, исчезает, а паровоз падает в ущелье и взрывается.

### Возвращение в 1985 год
Марти перемещается в 1985 год один. Машина времени появилась на железнодорожных путях, идущих по уже построенному мосту через ущелье Шонаш (теперь ущелье Иствуда, названное так по прозвищу Марти, которого вероятно сочли погибшим в ущелье при крушении паровоза), и не может с них съехать, вследствие чего проходящий товарный состав разносит её на мелкие куски, а успевший в последний момент покинуть машину Марти понимает, что больше никогда не увидит своего друга Дока. С чувством лёгкой грусти он отмечает, что злополучная машина теперь уничтожена раз и навсегда, как того и требовал от него Док в своём письме. Марти забегает к себе домой, берёт в гараже свою машину, едва не получив по голове от Биффа, не сразу признавшего Марти, и едет к дому Дженнифер, где находит её всё ещё спящей на веранде. Дженнифер просыпается от поцелуя и рассказывает Марти, что ей снился весьма загадочный сон об их будущем. Они едут в Хиллдэйл — место, где они будут жить тридцать лет спустя. По дороге они встречают Нидлза, который подначивает Марти рвануть на зелёный свет светофора — наперегонки до следующего перекрёстка. В результате этого должна была случиться авария — Марти бы повредил руку, бросил бы музыку, а впоследствии потерял бы работу. Но Марти, проявив здравомыслие, резко даёт задний ход и незаметно для Нидлза уезжает в противоположном направлении. Они видят, как машина Нидлза едва не врезается в «Роллс-Ройс», на что Марти замечает, что сам врезался бы в ту машину, если бы послушался Нидлза. Обеспокоенная Дженнифер достаёт прихваченную ею из будущего распечатку, извещающую 47-летнего Марти об увольнении, и обнаруживает, что надпись «Ты уволен!» исчезает — ход истории в очередной раз изменён. Она понимает, что всё, что с ней случилось — не сон, а реальность.
Марти и Дженнифер идут к железнодорожному полотну, возле которого всё ещё лежат остатки машины. Неожиданно перед ними на Паровозе времени появляется Док вместе со своей семьёй: женой Кларой и сыновьями Жюлем и Верном, а также со своим псом Эйнштейном. На вопрос Дженнифер о том, почему надпись на листе бумаги из будущего исчезла, Эммет отвечает, что ничьё будущее не написано нигде, и каждый человек создаёт его сам. Отдав Марти подарок — фотографию Марти и Дока рядом с ещё не установленными часами из 1885 года, Док прощается с другом и вновь отправляется в путешествие во времени, но на этот раз в прошлое, так как в будущем он уже был.

## Создатели

### Актёрский состав
| Актёр              | Роль                                       |
| ------------------ | ------------------------------------------ |
| Майкл Джей Фокс    | Марти Макфлай / Шеймус Макфлай             |
| Кристофер Ллойд    | доктор Эмметт Браун                        |
| Мэри Стинберджен   | Клара Клейтон                              |
| Томас Ф. Уилсон    | Бьюфорд «Бешеный Пёс» Таннен / Бифф Таннен |
| Лиа Томпсон        | Мэгги Макфлай / Лоррейн Макфлай            |
| Джеймс Толкан      | маршал Джеймс Стрикленд                    |
| Элизабет Шу        | Дженнифер Паркер                           |
| Уэнди Джо Спербер  | Линда Макфлай                              |
| Марк МакКлюр       | Дэйв Макфлай                               |
| Джеффри Уайзман    | Джордж Макфлай                             |
| Фли                | Дуглас Нидлс                               |
| Мэтт Кларк         | бармен Честер                              |
| Пэт Баттрем        | 1-й старик в салуне                        |
| Даб Тейлор         | 2-й старик в салуне                        |
| Гарри Кэри-младший | 3-й старик в салуне                        |
| ZZ Top             | музыканты на празднике роли без слов       |

### Съёмочная группа
| РежиссёрРоберт Земекис СценаристБоб Гейл Авторы сюжетаБоб Гейл и Роберт Земекис ПродюсерыБоб Гейл и Нил Кэнтон | КомпозиторАлан Сильвестри Оператор-постановщикДин Канди Исполнительные продюсерыСтивен Спилберг, Фрэнк Маршалл и Кэтлин Кеннеди РедакторыАртур Шмидт и Гарри Керамидас | Художник-постановщикРик Картер Ассоциируемый продюсерСтив Старки Визуальные эффектыКен Ралстон Художник по костюмамДжоанна Джонстон |

## Кастинг

### МакФлаи
Съёмки картины собрали вместе актёров второй части, а Майкл Джей Фокс и Лиа Томпсон вновь исполнили в фильме несколько ролей — представителей семьи МакФлай. Фокс сыграл Марти МакФлая и его прадеда ирландского происхождения Шеймуса МакФлая. Томпсон появляется в роли Лоррейн лишь в финале картины, но она также изобразила прабабушку Марти — Мэгги МакФлай, жену Шеймуса. Поклонники трилогии спорят из-за этого, так как считают странным решение создателей сделать Мэгги МакФлай (бабушку его отца) похожей на мать подростка — Лоррейн Бэйнс. Однако Боб Гейл дал простое объяснение этому решению — создатели очень хотели, чтобы и в третьей части была знаменитая сцена «Мам… Это ты?».
По словам Фокса, Шеймус МакФлай — пример того, как гордость и чувство собственного достоинства помогают человеку избежать неправильных решений — именно этому персонаж учит Марти. Фокс и Томпсон работали с репетитором по речи, чтобы достоверно изобразить ирландский акцент; Фокс вспоминает: «Это было достаточно сложно. Думаешь, что неплохо справляешься, а потом преподаватель по речи говорит, что ты всё делаешь неправильно». «Я ездила в Ирландию в 1989 году — мои предки оттуда — это напомнило мне о бабушке, и я решила показать в Мэгги такое старомодное праведное негодование. Костюм тоже сыграл немаловажную роль: когда на тебе корсет — ты сидишь ровнее, и ты так или иначе выглядишь более почтенно. Для меня Мэгги особенный персонаж, потому что это моя первая героиня в трилогии, которая не является другой версией Лоррейн», вспоминает Томпсон в книге «Back To The Future: The Official Book Of The Complete Movie Trilogy».
Как и во втором фильме Джеффри Уайзман исполнил роль Джорджа Макфлая, так как создатели картины не смогли договориться с Криспином Гловером относительно гонорара за участие в сиквелах. Марк МакКлюр вновь сыграл брата Марти, Дэйва МакФлая в финальной сцене. Уэнди Джо Спербер не смогла принять участие в съёмках «Назад в будущее 2» из-за беременности, но вернулась к роли Линды МакФлай в третьей части.
Элизабет Шу сыграла возлюбленную Марти и его будущую жену — школьницу Дженнифер Паркер — во второй части и в финале трилогии, так как Клаудия Уэллс не смогла вернуться к съёмкам после первой картины.

### Эмметт Браун
Кристофер Ллойд в третий раз сыграл учёного Эмметта Брауна, застрявшего на Диком Западе в 1885 году после того, как в ДэЛореан ударила молния в финале второй части. Во время съёмок картину Ллойду был 51 год — актёр признался, что на тот момент за всю его 15-летнюю карьеру Эмметт Браун — первый персонаж, который целовался на экране. По словам Земекиса, Марти и Док поменялись в этом фильме местами: «Марти стал мужчиной, а Док… превратился во влюблённого мальчишку, показывая романтичную и невинную сторону своего характера».
Пёс, который снимался в роли Коперника во втором фильме, был слишком старым для съёмок — в третьей части его сыграл пятилетний терьер-микс по кличке Фостер; его шерсть была светлее, чем у предшественника, поэтому для съёмок её пришлось покрасить в более тёмный цвет.

### Клара Клейтон
Роль Клары Клейтон писалась специально для Мэри Стинберджен — прочитав сценарий, актриса хотела отказаться, но в итоге согласилась по просьбе своих детей, больших поклонников оригинального фильма. До этого актриса снялась в картине «Эпоха за эпохой», где её героиня также влюбляется в путешественника во времени и отправляется в приключения вместе с ним. История спасения Клары и образ персонажа в целом взяты из жизни: певица Клара Клеменс (англ. Clara Clemens), дочь писателя-фантаста Марка Твена, едва не погибла во время прогулки на санях после того как лошади помчались от испуга, но её спас русский пианист Осип Габрилович, позже ставший её мужем.
«Клара всегда был чужой в своём времени. Но когда она встречает мужчину из другой эпохи, всё становится на свои места. Она влюбляется в Эмметта с первого взгляда. Это старомодная история любви, полная романтики» — так высказывается Стинберджен о своей героине. «Я бесконечно уважаю Боба Зи за то, что он прекрасно „понимает“ фильм — за его подход к традиционному съёмочному процессу и новаторские идеи. Он всё время на передовой, и он точно определяет фальшь — даже сконцентрировавшись на технической стороне, он всегда распознает неискренность в актёрской игре». Это второй вестерн актрисы после картины «Направляясь на юг», где так же снимались Джек Николсон и Кристофер Ллойд — иронично, что персонаж Ллойда по имени Тоуфилд был влюблён в героиню Стинберджен, но она предпочла героя Николсона; Мэри отправила Николсону фото со съёмок «Назад в будущее» вместе с Ллойдом, подписав его: «На это ушло 18 лет, но Тоуфилд всё же заполучил девчонку». «Если ты никогда не снимался в вестерне, воспринимаешь фильмы этого жанра как нечто обычное — но если понимаешь, что такая возможность предоставляется нечасто, ты хватаешься за неё» так прокомментировала своё решение Стинберджен.
Актриса выполнила часть трюков сама, снимаясь в сцене погони за поездом, а также пробиралась к локомотиву по грузовым вагонам. Её дублёром была Дженнифер Уотсон: «Я выполняла опасные трюки, а Дженнифер — очень опасные. Это было очень тяжело физически, но я осталась собой довольна». Дети актрисы неоднократно посещали её на площадке, становясь свидетелями того, как Стинберджен выполняла трюки. Актриса всё же получила травму на площадке — снимая сцену с танцами, Стинберджен порвала связку на ноге. Как бы там ни было, сцена с поездом была важна для актрисы по личной причине: «Мой отец работал контролёром, я часто ездила с ним. Он скончался, когда я работала над „Родителями“. И когда я снималась в сценах с поездом, на меня нахлынули очень дорогие сердцу воспоминания».

### Бьюфорд Таннен
Томас Ф. Уилсон также вернулся в проект — он сыграл постаревшего Биффа Таннена из 1985 года, и головореза Бьюфорда Таннена по прозвищу «Бешеный пёс» в 1885 году. Томас вдохновлялся работой Ли Марвина в роли Либерти Вэлланса из фильма «Человек, который застрелил Либерти Вэланса» (1962). Кроме того, актёр сам исполнил большую часть своих трюков — для этого он учился верховой езде и кидать лассо. Своего персонажа Уилсон описывал так: «Если вы думаете, что Бифф был плохим, то этот парень ужасен. Этот парень проснулся не с той ноги», «он олицетворение зла в городке Хилл-Вэлли, штат Калифорния. Просто представьте себе Биффа с оружием — не совсем приятная картина!». Майкл Джей Фокс считает, что «Бьюфорд — воплощение всех самых злобных замыслов Биффа. Это Дикий запад и Бьюфорд спокойно делает то, о чём Бифф только мечтает! Бьюфорд может застрелить человека — он настоящий злодей!».
В музее Биффа Таннена в альтернативной реальности 1985 года в «Назад в будущее 2» в документальном фильме о Биффе мельком показана фотография Бьюфорда Таннена — на снимке в гриме Томас Уилсон выглядит иначе; вторая и третья части снимались одновременно, и, как уверяют Земекис и Гейл, на момент съёмок этой сцены, создатели ещё не решили, как будет выглядеть Бешеный Пёс в финальном фильме.

### ZZ Top
Рок-группа «ZZ Top» появилась в фильме в роли музыкантов, выступающих на фестивале Хилл-Вэлли. Группа записала для фильма титульную песню «Doubleback» саундтрек, выпущенную синглом. Акустическая версия звучит в сцене фестиваля, а рок-изложение появляется в финальных титрах картины. Также группа исполнила классические американские композиции — «My Darling Clementine» и «Turkey In The Straw».
Роберт Земекис был большим поклонником группы — ему принадлежала идея пригласить музыкантов в проект. В интервью 2017 года газете «Daily Express» солист Билли Гиббонс рассказал, что когда музыканты появились на площадке в первый раз, многие члены съёмочной группы не узнали их сразу, приняв за актёров массовки — бороды музыкантов очень вписывались в антураж истории. В какой-то момент начались неполадки с камерой и съёмки остановили; Фокс подошёл к группе и попросил сыграть песню «Hey Good Lookin'», после чего на площадке начался импровизированный музыкальный праздник, продлившийся несколько часов — по словам режиссёра Роберта Земекиса, камеру починили довольно быстро, но он просто «не хотел прерывать музыкантов». Гитарист Дасти Хилл также вспомнил, что он очень хотел поиграть с револьвером — к нему «присоединились другие актёры, и тут появились продюсеры и режиссёры и попросили убрать оружие, так как кто-то обязательно забудет про него, и кадр будет испорчен… Из-за Вас у нас будут неприятности» — дело в том, что по сюжету фильма, у всех посетителей фестиваля шериф и его помощники забирают любое оружие во избежание стычек и возможных перестрелок, поэтому никакое оружие не должно было попасть в кадр в этой сцене.

### Эпизодические роли
Рок-музыкант Фли вновь сыграл Нидлса, знакомого Марти, из-за участия в гонках с которым юноша попал в аварию, изменившую жизнь МакФлаев в худшую сторону. Каждый из приспешников Нидлса также сыграл какого-то персонажа в бандах каждого из Танненов, упоминавшихся в трилогии: актёр Джей Джей Коэн — «Бритоголовый» в банде Биффа в «Назад в будущее» (1985) и «Назад в будущее 2» (1989), а Рики Дин Логан исполнил роль Даты в банде Грифа в «Назад в будущее 2»; Кристофер Винн был одним из бандитов Бьюфорда. Ветераны жанра «вестерн» — Пэт Баттрем, Даб Тейлор и Гарри Кейри-младший — появились в небольших ролях, сыграв завсегдатаев салуна в сцене перед дуэлью Марти и «Бешеного Пса» — для Баттрема эта роль стала последней в кино. Оператор-постановщик Дин Канди играет в фильме эпизодическую роль фотографа, который делает снимок Марти и Дока в 1885 году. Бывшему актёру и президенту США Рональду Рейгану предложили сыграть в фильме небольшую роль мэра Хилл-Вэлли, но Рейган отказался, несмотря на то, что был большим поклонником первого фильма и даже несколько раз упомянул картину в своих выступлениях перед страной. Майкл Уинслоу — известный по серии фильмов «Полицейская академия», а также человек, который может издавать самые разнообразные звуки — снялся в эпизоде в салуне, когда Марти изобразил «лунную походку» Майкла Джексона: ноги Уинслоу появляются в этот момент в кадре, съёмки заняли всего 14 минут.

## Производство

### Сценарий
Идея для места действия третьего фильма возникла ещё на съёмках «Назад в будущее»: режиссёр Роберт Земекис спросил Майкла Джей Фокса, в какой эпохе он мечтал бы побывать, и актёр ответил, что всегда хотел увидеть Дикий Запад и повстречать настоящих ковбоев. Земекис и сценарист Боб Гейл ухватились за эту идею, посчитав, что эта атмосфера идеально подойдёт для финала трилогии — они также сами были поклонниками жанра. Земекис охарактеризовал финал трилогии, как «духовное путешествие человека» по сравнению с более материалистичными идеями успеха первого фильма. Изначально сценарий второго и третьего фильмов представлял один объёмный текст под названием «Парадокс» (англ. Paradox) — когда создатели поняли, что у них достаточно материала, чтобы выпустить два фильма с разницей в полгода, началось производство картины.

### Съёмки и декорации
Вторая и третья части трилогии снимались одновременно на протяжении 1989 года — съёмочный период составил 11 месяцев, завершившись в январе 1990 года. Версия города Хилл-Вэлли 1885 года была полностью построена для съёмок. Основные съёмки финала трилогии официально стартовали через 8 дней после завершения съёмок второй части — в августе 1989 — хотя часть сцен снималась в период работы над первым сиквелом. Они проходили в Калифорнии — на территории Оук-Парка и в Долине монументов, а также в Джеймстауне и специально отстроенных декорациях на ранчо «Red Hills» рядом с Сонорой. После согласования съёмок студии не пришлось платить штату за съёмки при условии, что группа не будет демонтировать возведённые постройки в стиле Дикого Запада — власти считали, что в будущем здесь же будут сниматься другие фильмы о той эпохе; после съёмок киношники увезли лишь башенные часы — символ трилогии. Здесь снимали множество картин, в том числе «Непрощённый» с Клинтом Иствудом вплоть до 1995 года — в одно из строений ударила молния, и декорации полностью сгорели в результате пожара, охватившего площадь в 7000 акров. Специально для фильма также построили кинотеатр «The Pohatchee Drive-In» под открытым небом недалеко от границы штатов Аризона и Юта — когда съёмки закончились, его разобрали, так и не показав на его экране ни одного фильма. Когда снимали эту сцену, температура в пустыни была ниже 12 градусов по Фаренгейту («-11» по Цельсию). Сцены с поездом отсняли в государственном историческом парке «Railtown 1897» на исторической железной дороге в Джеймстауне. Отрезок железной дороги, построенной в 1897 году, протяжённостью 57 миль (почти 92 километра) тогда не использовалась по прямому назначению.
Работа над фильмами велась в напряжённом графике: на протяжении трёх недель Роберт Земекис летал в Лос-Анджелес после окончания съёмочного дня на «Назад в будущее 3», для того чтобы утвердить монтаж звука для «Назад в будущее 2». Пока Земекис снимал сцены с поездом в Соноре, Гейл курировал работу над озвучиванием второго фильма в Лос-Анджелесе. По окончании съёмок Земекис садился на частный самолёт до Бербанка, где Гейл и инженеры по звуку встречали его с ужином — в конце дня Роберт осматривал отснятый материал, и вносил изменения в случае необходимости. Затем он проводил ночь в отеле «Sheraton», а на следующий день Земекис просыпался рано утром и летел из Бербанка обратно в Северную Калифорнию, для того чтобы продолжить съёмки. Согласно статье в «The Los Angeles Times», в тот период Земекис работал по 18 часов в сутки. Хотя график съёмок был изматывающим для всех, актёры отметили, что природа больше располагает к расслаблению, чем съёмки в городе и в студийных декорациях первых фильмов. Оператор Дин Канди также назвал работу над фильмом «мечтой», отметив живописную картину, но всё же некоторые сцены снимались с использованием фильтра «сепия».
Съёмки картины несколько раз приостанавливались: из-за смерти отца Майкла Джей Фокса и рождения его первого сына Сэма 30 мая 1989 года.
В апреле 2013 года Роберт Моузли, владелец интернет-магазина «Bob’s Prop Shop» выложил на своём YouTube-канале видео, снятое в 1990 году в городе Арлета в Калифорнии — там находится дом, который при съёмках трилогии использовался в качестве резиденции семьи МакФлай; местная жительница записала на видеокамеру прямо из своего дома рабочий процесс — киношники снимали одну из финальных сцен, когда Марти приходит домой после возвращения из 1885 года.

### Каскадёры и трюки
По словам Гейла многие каскадёры-наездники мечтали поработать на площадке третьей части. Большинство трюков Майкл Джей Фокс также исполнял сам — когда снималась сцена с повешением, верёвка слишком туго затянула шею актёра, и съёмочная группа удивлялась невероятно правдоподобной игре актёра, пока тот не потерял сознание. Это был 7-й дубль — до этого Фокс стоял на коробке, обеспечивающей ему опору под ногами, но актёр посчитал, что так сцена выглядит неправдоподобно, и сам предложил убрать коробку из-под его ног. Позже в своей автобиографии «Lucky Man: A Memoir» Фокс написал: «Я висел на верёвке без сознания с полминуты, пока Боб Земекис — большой поклонник моего творчества — не понял, что даже я не настолько прекрасный актёр». После этого случая Фоксу дали один выходной день, чтобы прийти в себя. В 1991 году — тогда Фоксу было 29 лет — ему диагностировали болезнь Паркинсона.

### Спецэффекты
Специальными эффектами для фильма занималась компания «Industrial Light & Magic». Для съёмок сцен, в которых Майкл Джей Фокс играет Марти и Шеймуса МакФлаев, студия разработала специальную камеру, которая позволяла совмещать кадры прямо во время проведения съёмки — позже эта технология получит признание киноакадемии — в 1998 году за неё студия получила почётную премию за «Технические достижения». «Industrial Light & Magic» также работала над финальной сценой, когда Док спасает Клару с помощью ховерборда — особым вызовом стала обработка фиолетового платья актрисы, снятой на фоне «голубого экрана». По словам Сандры Р. Форд из «ILM», это первый в истории кинематографа случай, когда данная технология использовалась для съёмок фильма, предназначенного для кинотеатрального релиза.

### Поезд времени
Создавая поезд времени художник Рик Картер вдохновлялся подводной лодкой «Наутилус» из фильма «20 000 лье под водой» (1954), снятого студией «Disney»: «Поскольку Док всегда был большим поклонником произведений фантаста Жюля Верна, это решение показалось нам очевидным».
В сценах с поездами в 1885 году участвует один и тот же паровоз — № 131 типа 2-3-0, известный в Америке как «Десятиколёсник» (англ. Ten-Wheeler). Эту «роль» исполнил Sierra № 3 — паровоз-актёр, к тому времени снявшийся уже более, чем в шестидесяти фильмах, в том числе с такими известными актёрами, как Том Микс, Клинт Иствуд, Гэри Купер и Рональд Рейган. Паровоз «Жюль Верн» Дока для путешествий во времени имеет конструкцию, основанную на модели Sierra № 3. До скорости 90 миль в час (144,8 км/ч) впервые паровоз официально разогнали во Франции 20 июля 1890 года (паровоз «Крэмптон» типа 2-1-0).

## Постпроизводство

### Музыка
Композитором фильма вновь выступил Алан Сильвестри, который работал одновременно над музыкой для второго и третьего фильма. Земекис относился к музыке как к персонажу фильма: он работал с композитором, как с актёром, добиваясь определённых эмоций. В фильме была использована новая версия главной темы трилогии, написанной в стиле кантри. Марш «Battle Cry of Freedom» звучал в сцене запуска часов Хилл-Вэлли. Песня «The Power of Love», написанная для первого фильма Хьюи Льюисом и его группой «The News», прозвучала в одной из финальных сцен фильма.
10 мая 1990 года лейбл «Varese Sarabande» выпустил саундтрек с инструментальной музыкой к фильму, в альбом вошли 18 композиций:
1. Main Title (3:07)
2. It’s Clara! (The Train Part II) (4:34)
3. Hill Valley (2:20)
4. The Hanging (1:44)
5. At First Sight (3:17)
6. Indians (1:11)
7. Goodbye Clara (3:01)
8. Doc Returns (2:54)
9. Point of No Return (The Train Part III) (3:47)
10. The Future Isn’t Written (3:35)
11. The Showdown (1:29)
12. Doc to the Rescue (0:56)
13. The Kiss (1:54)
14. Were Out of Gas (1:17)
15. Wake Up Juice (1:11)
16. A Science Experiment? (The Train Part I) (3:10)
17. Double Back (1:19)
18. End Credits (4:01)

### Удалённые сцены
На DVD и Blu-Ray издания картины попала одна единственная удалённая сцена, в которой Бьюфорд Таннен убивает маршала Стрикленда. Данная сцена объясняет, почему его помощник, а не сам Стрикленд арестовывает Таннена в финале картины; кроме того, по первоначальной задумке Гейла и Земекиса, Таннена арестовывали за убийство Стрикленда, а не за ограбление станции Пайн-Сити. Действие сцены происходит утром 7 сентября 1885 года, когда банда Таннена выезжает из леса рядом c Хилл-Вэлли: Стрикленд и его маленький сын встречают Таннена и его банду с ружьями в руках; Стрикленд требует, чтобы бандит и его приспешники уезжали из города, но Таннен выбивает оружие из рук маршала. Мальчик целится в Таннена, но Стрикленд говорит сыну опустить ружьё — маршал и мальчик уезжают прочь, и Таннен стреляет Стрикленду в спину. Умирая, тот говорит мальчику: «Дисциплина. Запомни это слово». «Я запомню, папа», — отвечает мальчик, после чего маршал одобрительно накрывает его своей ладонью и умирает.
Сцена была вырезана, так как по мнению авторов картины, она была слишком мрачной в контексте всей трилогии, ведь раньше ни один из персонажей не умирал на экране. Однако она вошла в роман-новеллизацию, а также упоминается в компьютерной игре «Back to the Future: The Game» — если во время диалога персонаж Эдны Стрикленд расскажет историю о судьбе маршала, игрок получит значок-достижение.

## Продвижение

### Трейлер
Первый тизер-трейлер фильм был представлен в кинопрокатной версии «Назад в будущее 2» — рекламный ролик шёл сразу после надписи «Продолжение следует…» и перед финальными титрами картины. По словам Земекиса он позаимствовал этот приём из картины «Три мушкетёра», а также добавил надпись «Премьера летом 1990 года» (англ. Coming Summer 1990), чтобы зрители не оставались в неведении, когда же выйдет продолжение, как это было в случае с клиффхэнгером «Империя наносит ответный удар». Из финальной версии картины также была удалена фраза Дока, прозвучавшая в трейлере: «Только попробуй, Таннен!» (англ. Just Try It, Tannen!).

### Постеры
Созданием рекламного плаката к третьей части вновь занимался художник Дрю Струзан. Как и в случае с предыдущими фильмами трилогии для третьей части было разработано несколько концепций. Для фильма Струзан нарисовал два законченных постера, а также рисунок Клары — оба варианта был представлены, как основные: на одном из них Марти нарисован днём в одежде, которую ему дал Док в 1885 года, а на втором — подросток изображён в вечернее время в розовом костюме, в котором его отправил в прошлое Док из 1955 года; Роберт Земекис и Боб Гейл захотели совместить эти изображения — Марти с первого рисунка в ночное время, и добавить на постер Клару.

### Документальные проекты
1 января 1990 года в продажу в магазины Америки поступила иллюстрированная книга «Back To The Future: The Official Book Of The Complete Movie Trilogy», написанная в соавторстве Майклом Класториным (англ. Michael Klastorin) и Салли Хиббин (англ. Sally Hibbin). Класторин — публицист трилогии, запечатлевший весь производственный процесс — в 2015 году вместе с Рендалом Атманюком (англ. Randal Atamaniuk) он выпустил вторую книгу о съёмках трилогии под названием «Back To The Future: The Ultimate Visual History», в которой съёмка всех трёх фильмов расписана по неделям. Класторин написал сценарий несколько эпизодов мультсериала «Назад в будущее», работал над серией коллекционных карточке «Topps» по второму фильму и появился в эпизоде третьей части — его персонаж здоровается с Марти, когда тот прогуливается по утреннему Хилл-Вэлли в 1885 году. Кроме того, Класторин написал шуточную статью об экранизации книги Джорджа МакФлая для газеты «USA Today» — в честь 30-летия трилогии издание воспроизвело первую страницу выпуска газеты от 22 октября 2015 года, как она была показана в «Назад в будущее 2».

### Новеллизация
1 июня 1990 года издательство «Berkley Books» выпустило роман-новеллизацию, написанный Крэйгом Шоу Гарднером. Так как книга была основана на сценарии, роман содержит некоторые сцены, которые не вошли в финальную версию картины, а некоторые незначительные изменения были внесены автором: «Часто в сценариях отсутствует смысл. Картинка меняется так стремительно, что зрители должны просто принять это и — возможно — обдумать всё позже. Для читателя важна внутренняя логика. В этом плане во всех сценариях, над которыми я работал, были пустоты, который необходимо заполнить — чтобы в сюжете появился смысл. Я пытаюсь делать это как можно деликатнее. Например, когда я писал книгу по „Назад в будущее 3“, я нашёл несколько сюжетных дыр. Я упомянул об этом Бобу Гейлу, и он внёс изменения в фильм».

### Видео-игры
В 1990 году компания «LJN» выпустила игру «Back to the Future II & III» для платформы Nintendo Entertainment System и является продолжением игры по мотивам первого фильма. В основном игра получила негативные отзывы обозревателей и игроков. А в 1991 году состоялся релиз игры от «Image Works» и «Arena Entertainment» — «Back To The Future 3» на игровых приставках Sega Genesis и Sega Master System, а также на платформах Amiga, Amstrad CPC, Atari ST, Commodore 64, DOS и ZX Spectrum.

### Настольная игра
В 2022 году вышла настольная игра-стратегия «Back To The Future: A Letter From The Past» от компании «Doctor Collector».

## Релиз

### Премьера
Премьера третьей части состоялась всего через полгода после выхода второго фильма — 25 мая 1990 года; за день до этого студия «Universal» выпустила первый и второй фильмы в прокат вместе с финалом трилогии в 19 кинотеатрах США, при этом зрители платили цену за один фильм. На одном из таких показов в Лос-Анджелесе выстроилась огромная очередь поклонников трилогии, многие из которых были одеты в самодельные костюмы любимых персонажей.

### Кассовые сборы
В статье «The Los Angeles Times» от 20 ноября 1989 года написано, что общий производственный бюджет второго и третьего фильмов составил 80 миллионов долларов; при этом благодаря съёмке картин одной за другой студии удалось сэкономить от 10 до 15 миллионов. При бюджете 40 миллионов в первые выходные фильм собрал в США 23,7 миллиона долларов и 82,1 миллиона долларов по стране за всё время проката — с учётом инфляции сборы превысили 152 376 558 долларов после пересчёта в январе 2011 года. Мировые сборы картины составили 243 млн долларов. Фильм стал шестым самым прибыльным по итогам 1990 года — среди прочих по кассовым сборам его опередили «Красотка», «Привидение» и «Один дома».

### Критика
В основном, фильм получил положительную оценку критиков, хотя обозреватели восприняли фильм не так однозначно, как первые две части. Сайт Rotten Tomatoes присвоил фильму рейтинг 73 % на основе 41 обзора.
Ким Ньюман из журнала «Empire» присвоил фильму 5 звёзд, отметив, что «как и в первом фильме, в картине чувствуется душа, а сюжет достаточно увлекателен». Ким также оценил игру Фокса, отметив, что «он держит сюжет на плаву», а экранный роман Кристофера Ллойда и Мэри Стинберджен показался «забавным». Ньюман также написал, что финал этой эпопеи «получился идеальным, в котором машина времени обретает неожиданную форму, подчёркивая, что история действительно закончена».
Роджер Эберт из «The Chicago Sun-Times» присвоил 2,5 звезды из 4. Эберт назвал вестерн-мотивы картины «версией для ситкома, будто декорации действительно построены на студии».
Винсент Кенби из «The New York Times» оценил игру Кристофера Ллойда и сказал, что финал выглядит так, словно «действие перетекает в телевизионный сериал». Среди минусов было отмечено, что «фильм настолько мягок и осторожен, что практически сразу выветривается из головы».

### Награды
В 1990 году фильм выиграл премию «Сатурн» за лучшую музыку, написанную Аланом Сильвестри, и лучшее исполнение мужской роли второго плана — премия досталась Томасу Ф. Уилсону. В 2003 году фильм получил премию «AOL Movies DVD» за лучшее специальное издание года по результатам онлайн-голосования.

## Выход на видео

### Blu-Ray
Впервые фильм вышел на Blu-ray в 2010 году к 20-летнем юбилею, переиздали его в 2015 году, и ремастировали для выхода в 4K Blu-ray в 2020.

## Отсылки

### Клинт Иствуд
Создатели фильма неоднократно упоминают звезду фильмов-вестернов актёра Клинта Иствуда, предварительно попросив у него на это разрешение. В одной из начальных сцен, когда Марти отправляется в 1885 года из кинотеатра под открытым небом, на стенах здания можно заметить постеры реально существующих фильмов — «Месть Твари», «Тарантул», «Фрэнсис на флоте» (в этих трёх картинах в разных ролях снялся Клинт Иствуд), а также плакаты «Ма и Па Кеттлы в Вайкики» и «Эбботт и Костелло встречают Мумию». Оказавшись в 1885 году, Марти берёт себе псевдоним Клинт Иствуд, услышав которое Бьюфорд Таннен говорит: «Что за глупое имя?». В одной из сцен Док спасает Марти, выстрелом разорвав верёвку — это отсылка к аналогичной сцене из фильма «Хороший, плохой, злой». Когда Марти просыпается на утро после фестиваля, он стоит возле зеркала с револьвером и произносит фразу: «Ты со мной разговариваешь?» — это цитата персонажа Иствуда из серии фильмов «Грязный Гарри». Чтобы обхитрить Таннена в финальной дуэли, Марти использует импровизированный бронежилет — как и Иствуд в картине «За пригоршню долларов»; этот фрагмент фильма показывали в фильме «Назад в будущее 2», когда Бифф смотрит его в альтернативном 1985 году. Когда Марти возвращается домой в 1985 года, ущелье носит имя «Иствуд».

### Фрисби
Чтобы не дать Таннену застрелить Дока, Марти кидает в него тарелку, на которой написано «Frisbie’s» — компания «Frisbie Pie Company» по производству пирогов начала работу в 1871 году. А в 1950-е годы студенты Йельского университета бросали и ловили подставки для пирогов этой фирмы — название «фрисби» стало настолько популярно среди студентов, что представители компании «Wham-O», производящей игрушки, переименовали свои летающие тарелки во «Frisbee», намеренно изменив одну букву, чтоб «Frisbie Pie Company» не могла предъявлять претензии из-за названия.

### Другие проекты франшизы
В фильме есть отсылки к событиям, которые только произойдут в третьей части, связи с предыдущими сериями трилогии, а также факты, которые будут упомянуты во франшизе в будущем:
- Во всех фильмах серии есть несколько аналогичных сцен — пробуждение Марти в обществе своей родственницы в исполнении Леа Томпсон, посещение кафе/салуна и фраза «Эй, МакФлай!», а также сцена погони, в который подростка преследует Таннен и его банда. Наконец, в каждой части Таннен оказывается в навозе.
- В начале фильма Марти достаёт из мусорного ведра модель машины — именно она чуть не устроила пожар в гараже Дока, когда учёный показывал Марти, как именно сработает удар молнии для перемещения во времени в первой части.
- В фильмах трилогии полное имя доктора Брауна никогда не называется, однако в сцене в шахте в начале фильма видны его инициалы «E.L.B.» — в мультсериале, шоураннером которого был Боб Гейл, выясняется, что полное имя учёного — Эмметт Латроп Браун.
- Перед отправлением Марти в прошлое, Док произносит фразу, похожую на его собственные слова из будущего: «Там, куда ты едешь — нет дорог» (англ. Where You’re Going, There Are No Roads). В финале первой картины перед отправлением в 2015 год он говорит: «Там, куда мы отправляемся, дороги нам не понадобятся» (англ. Where We're Going We Don't Need Roads).
- В сцене первого появления Марти в Хилл-Вэлли 1885 года видны вывески представителей местного бизнеса, которые были в городе и в 1955-м — «Honest Joe’ Statler’s» и «The Jones Family Manure Dealers».
- На окне местной газеты в Хилл-Вэлли написано имя редактор «M.R. Gale» (то есть «Мистер Гейл») — отсылка к автору сценария трилогии Бобу Гейлу[8].
- Находясь в 1885 году, Док построил гигантскую машину по производству льда — это авторская отсылка к первоначальной задумке Боба Гейла и Роберта Земекиса сделать машину времени из холодильника.
- Когда Док и Марти разговаривают с машинистом поезда о том, какую максимальную скорость он может развить, на заднем плане выгружают те самые часы, которые запустят во время городского фестиваля, и в которые через 70 лет ударит молния.
- Когда Марти и Док на железнодорожной станции обсуждают возвращение домой, Марти замечает, что на карте нет моста. На заднем плане можно увидеть Клару Клейтон, прибывшую в Хилл-Вэлли — женщина озирается в поисках того, кто должен был её встретить — ранее в предшествующей сцене Док пообещал мэру города, что сделает это в качестве одолжения.
- До появления в амбаре влюблённой Клары, спрашивающей, придёт ли Эмметт на фестиваль, Док показывает Марти на масштабной модели план возвращения домой — аналогичная сцена происходит в первом фильме перед появлением Лоррейн, решившей пригласить Марти/Кельвина на танцы.
- В салуне Док встречает незнакомца — странствующего торговца, которые упоминает «проволоку». Хотя имя персонажа не раскрывается, это отсылка к реально существующему человеку по имени Джозеф Глидден (англ. Joseph Glidden), который изобрёл и запатентовал колючую проволоку в 1870-х годах, став одним из богатейших американцев своего времени.
- Когда Марти и Док оказываются в кабине машиниста перед угоном паровоза, учёный надевает бандану с футуристическим рисунком — она сделана из рубашки, в которой он был, когда в DeLorean ударила молния в финале второй части, отправив Брауна на Дикий Запад.
- В последнем кадре фильма Паровоз времени Жюля Верна направляется прямо на зрителей, как это сделала DeLorean в конце первой части.

## Продолжения

### Назад в будущее 4
После выхода финальной части трилогии Боб Гейл и Роберт Земекис заявили, что четвёртый фильм никогда не выйдет при их жизни. Такую же информацию опубликовал журнал «Variety» в выпуске от 23 мая 1990 года. В течение следующих лет, режиссёр и сценарист неоднократно отвечали, что у трилогии не будет кинематографического продолжения или ремейка. Как бы там ни было, новые истории о приключениях Дока и Марти выходили в других форматах.

### Мультсериал
«The Los Angeles Times» сообщил, что в сентябре 1991 года на канале CBS состоится премьера мультсериала по мотивам трилогии — Кристофер Ллойд вернётся к роли Дока в «живых сегментах», показывая юным зрителям научные эксперименты. Боб Гейл выступит исполнительным продюсером сериала, ответственным за сюжет шоу и подбор актёров, а Мэри Стинберджен, Томас Ф. Уилсон и Джеймс Толкан озвучили своих персонажей из трилогии. Первый эпизод вышел в свет 14 сентября 1991, финальный — 26 декабря 1992; за это время было выпущено 26 серий в составе 2-х сезонов, по 13 серий в каждом. Действие сериала происходит некоторое время спустя после финала трилогии — Док Браун со своей семьёй живёт в Хилл-Вэлли, путешествуя во времени на Поезде Жюля Верна или восстановленной машине ДэЛореан.

### Комиксы
В 2015 году издательство «IDW Publishing» начало выпуск нескольких серий комиксов во вселенной «Назад в будущее», сюжет историй написал Боб Гейл. Так в мини-серии «Tales From The Time Train» рассказывается о путешествии Дока с семьёй в будущее — это отсылка к фразе персонажа Кристофера Ллойда из финальной сцены «Назад в будущее 3», когда Марти спрашивает друга: «Куда ты теперь, Док? Назад в будущее?», на что учёный ему отвечает: «Нет, там я уже был». Гейл и соавтор Джон Барбер решили показать читателям, о чём именно говорил Док.